# Sabiote (ort)
Sabiote är en ort i Spanien.   Den ligger i provinsen Provincia de Jaén och regionen Andalusien, i den centrala delen av landet, 260 km söder om huvudstaden Madrid. Sabiote ligger 829 meter över havet och antalet invånare är 4 134.
Terrängen runt Sabiote är huvudsakligen kuperad, men åt nordost är den platt. Sabiote ligger uppe på en höjd. Runt Sabiote är det ganska tätbefolkat, med 60 invånare per kvadratkilometer. Närmaste större samhälle är Úbeda, 7,9 km sydväst om Sabiote. Trakten runt Sabiote består till största delen av jordbruksmark.